# Mu Cassiopeiae
Mu Cassiopeiae (μ Cas, μ Cassiopeiae) este o stea binară cu eclipse situată în constelația Cassiopeia. Numele său tradițional este Marfak, pe care îl împarte cu stelele θ Cassiopeiae, κ Herculis și α Persei (vezi Marfak). Este vizibilă cu ochiul liber, având o magnitudine aparentă combinată de 5,17. Conform măsurătorilor paralaxei sale anuale efectuate de satelitul Gaia, sistemul se află la o distanță de ∼ 25 al (∼ 7,66 pc) de Pământ. Se apropie de Sistemul Solar cu o viteză radială de −98,1 km/s.
Steaua principală a sistemului, denumită Mu Cassiopeiae Aa, este clasificată ca o pitică galbenă de tip spectral G5Vb și este chiar considerată o stea standard pentru această clasă, deși este frecvent descrisă ca o subpitică, cu o luminozitate mai mică decât cea așteptată pentru o stea din secvența principală de tip G5. Metalicitatea sa, adică abundența elementelor mai grele decât heliul, este aproximativ o șesime din cea a Soarelui. Este puțin mai mică decât Soarele, cu o masă egală cu 74% din cea a Soarelui.
Companionul său, denumit Mu Cassiopeiae Ab, este o pitică roșie. Ea completează o orbită în aproximativ 21,6 ani și cu o excentricitate marcată de 0,59. Masa sa este de 17% din cea a Soarelui.